# Tractat de Bassein (1534)
El tractat de Bassein fou un acord entre el sultà Bahadur de Gujarat i els portuguesos signat a Bassein (Vasai) el 23 de desembre de 1534. Portugal era reconeguda com a sobirana de Bassein i territoris a la rodalia, així com les illes de Bombai: Colaba, 'Ilha da Velha Mulher', Mumbai, Mazagaon, Worli, Matunga, Mahim i Salsette.

## Referència
1. ↑  «Història de Vasai». Arxivat de l'original el 2004-02-12. [Consulta: 12 febrer 2004].